# Marianów (Opatów)
Pour les articles homonymes, voir Marianów.
Marianów est une localité polonaise de la gmina d'Iwaniska, située dans le powiat d'Opatów en voïvodie de Sainte-Croix.